# Anna Charlotta Schröderheim

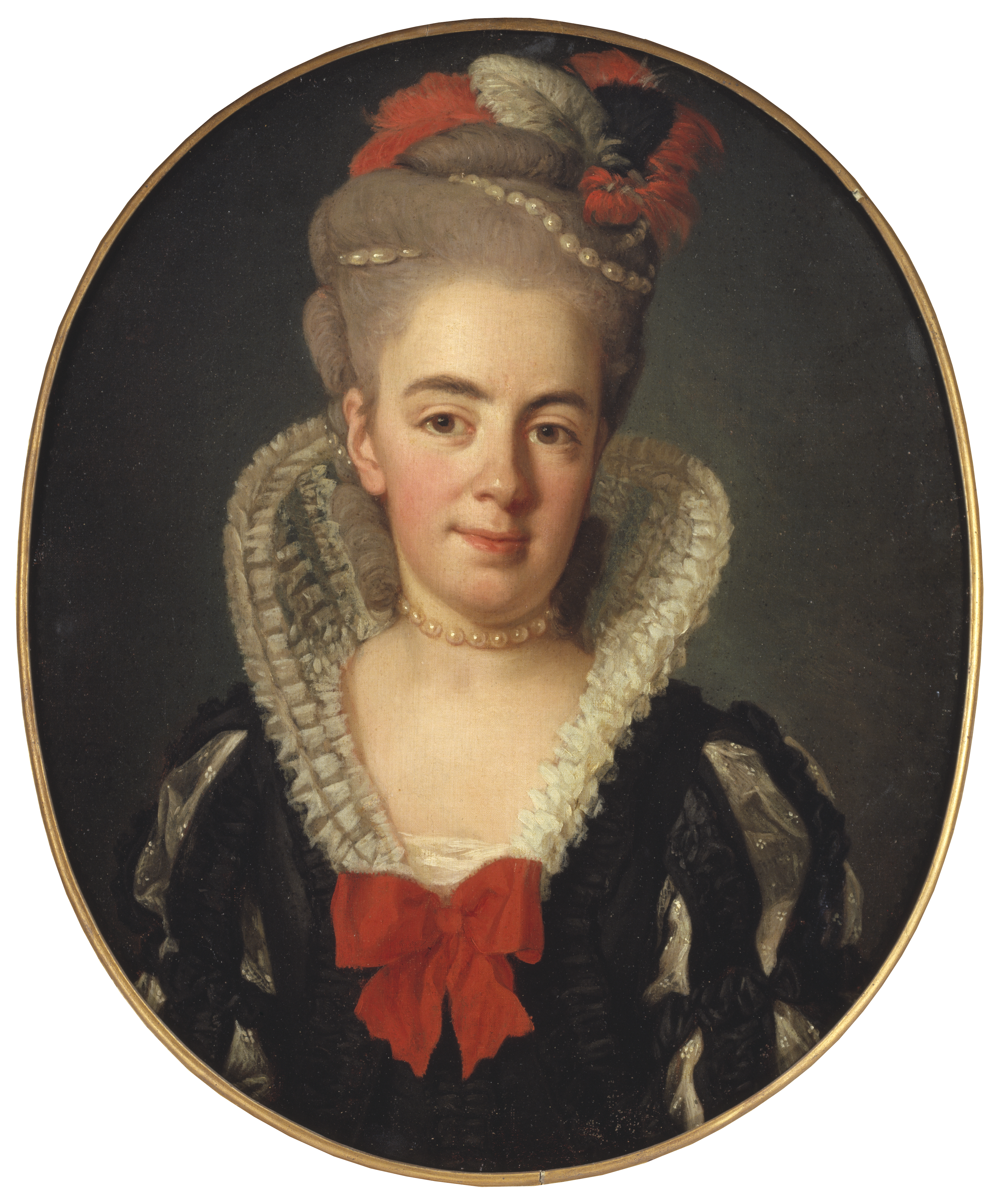
Anna Charlotta Schröderheim, Per Krafft der Ältere, Öl auf Leinwand, 1773

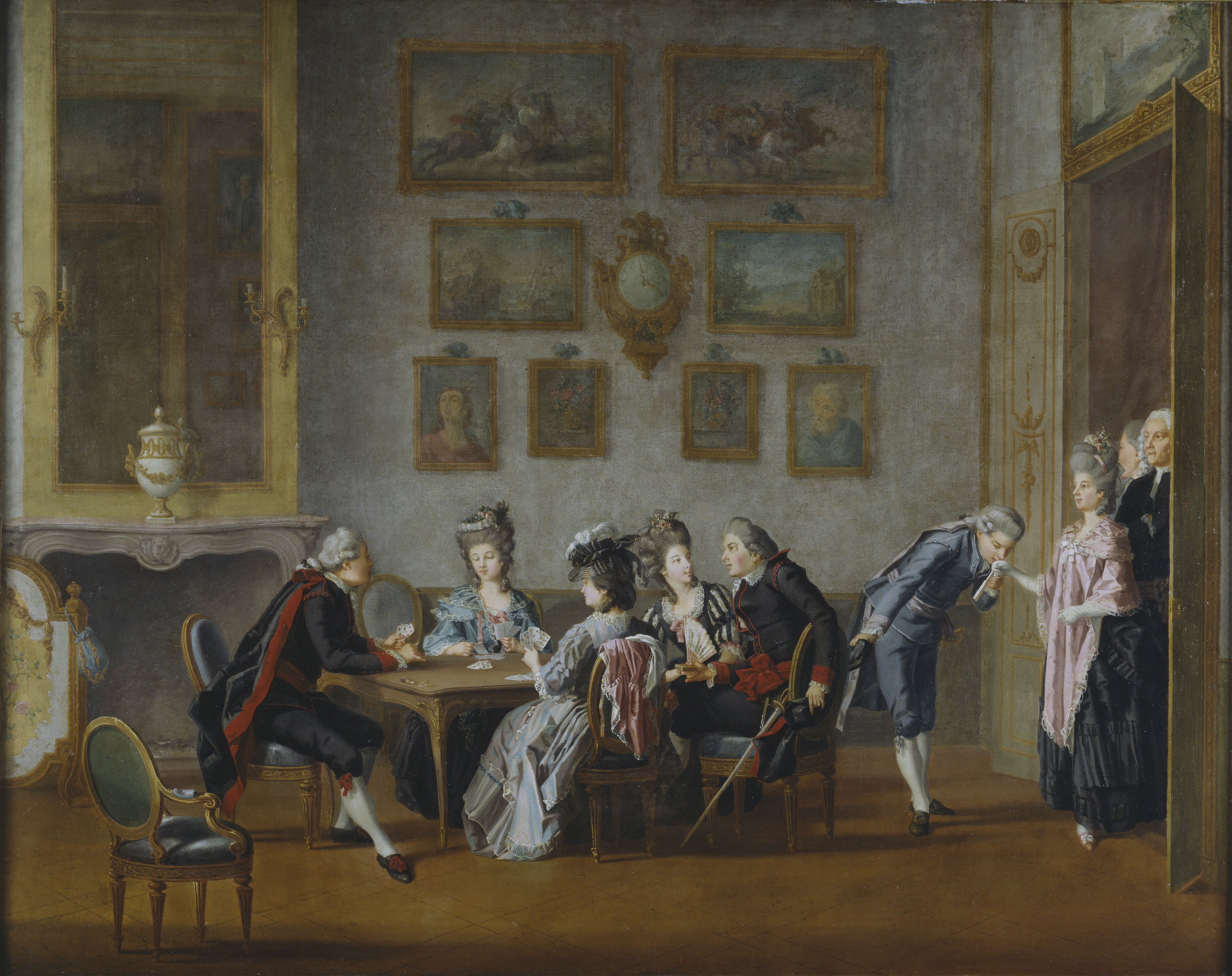
Spelparti hos statssekreterare Elis Schröderheim, Pehr Hilleström, Öl auf Leinwand, o. D.

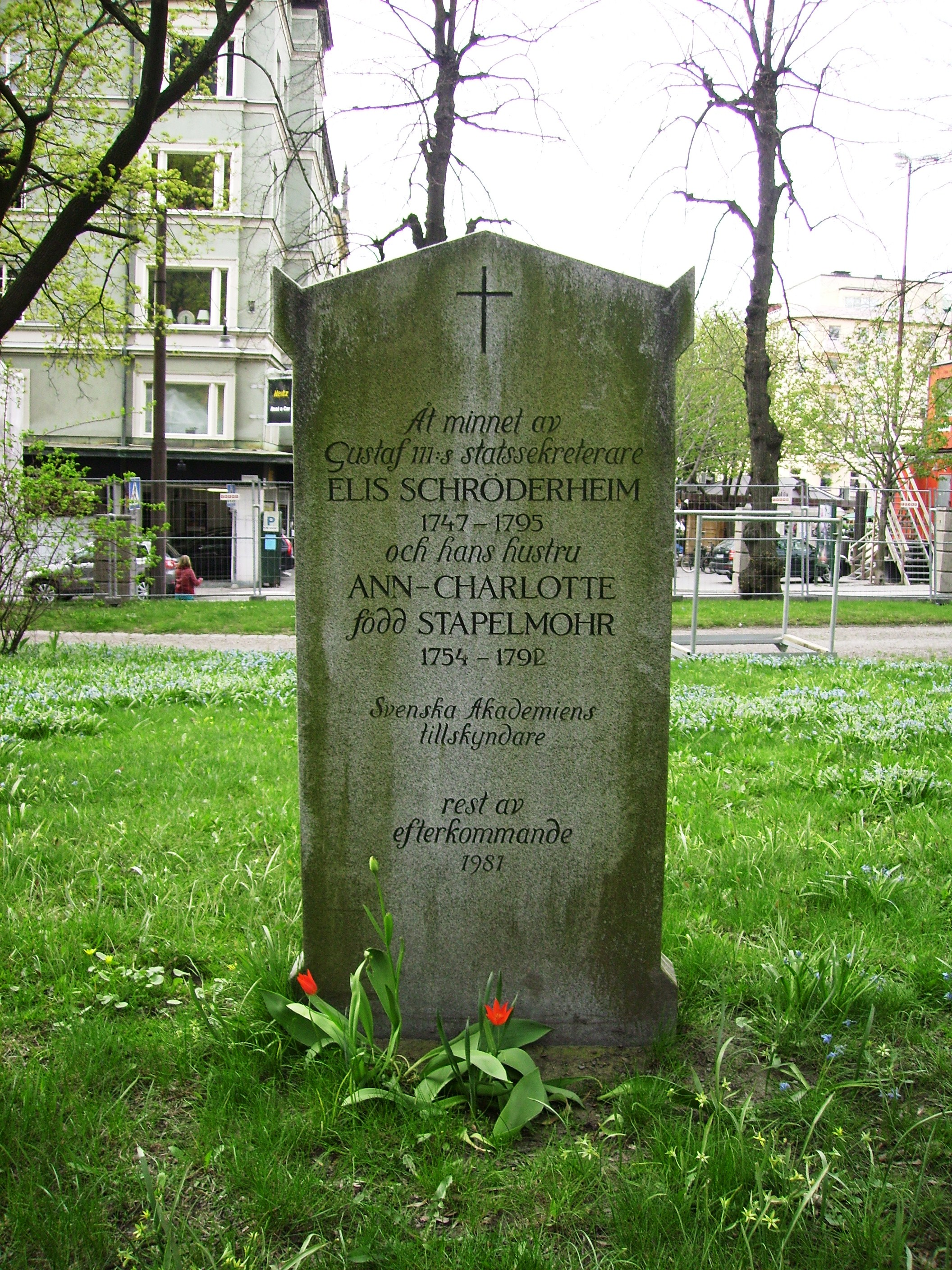
1981 errichteter Grabstein für das Ehepaar Schröderheim auf dem Friedhof der Hedwig-Eleonora-Kirche (Sterbejahr korrigiert)

Anna Charlotta Schröderheim, geborene Anna Charlotta von Stapelmohr (* 24. September 1754 in Stockholm; † 1. Januar 1791 ebenda), war eine schwedische Adelige, verheiratet mit dem Politiker Elis Schröderheim. Sie war eine prominente Persönlichkeit in der Gustavianischen Ära. Dichter wie Carl Michael Bellman und Carl Gustaf af Leopold schrieben Gedichte über sie.

## Leben
Anna Charlotta Schröderheim war die Tochter des stellvertretenden Direktors des See-Zoll-Amtes, Christoffer Lorentz von Stapelmohr, und seiner zweiten Frau Maria Lucretia Dittmer. Die Eltern gaben regelmäßig Gesellschaften und im Haus verkehrte auch Carl Michael Bellman , dem nachgesagt wurde, dass er in Anna Charlotta verliebt war. 1776, im Alter von 22 Jahren, heiratete sie aber Elis Schröderheim und wurde die vielleicht berühmteste Salonnière Stockholms. Belman schrieb dem Paar ein Hochzeitsgedicht. Elis Schröderheim war damals in einer dem Innenminister vergleichbaren Rolle und wurde später engste Vertraute des schwedischen Königs Gustav III.
In ihrem Salon soll sie die eher gutmütigen Scherze ihres Mannes mit ihrer scharfen Konversation und ihrer bissigen Zunge begleitet haben. Sie wird als leidenschaftlich, spöttisch und intelligent beschrieben und soll eine schöne Erscheinung mit „brennenden braunen Augen“ gehabt haben.
Anna Charlotta Schröderheim wurde am Hof eingeführt und nahm zumindest gelegentlich am Hofleben teil. Als Prinz Friedrich Adolf, der jüngste Bruder des Königs, im Oktober 1777 nach Schweden zurückkehrte, nahm sie in der Rolle der Schönen Helena an einem Unterhaltungsprogramm teil, mit dem er auf Schloss Gripsholm wieder am Hof empfangen wurde.
Die Ehe Schröderheim war keine Liebesheirat. Anna Charlotta Schröderheim wurde berühmt für ihre Liebesaffären, und mehrere ihrer Freunde wurden als ihre Liebhaber identifiziert. Im Jahr 1790 war der königliche Sekretär Carl Wilhelm Seele (1765–1803) ihr Liebhaber. Er wurde der „Adonis de la Roture“ genannt und war dafür bekannt, dass er sich drei- oder viermal am Tag umzog, um „seine Schönheit beim Reiten, Gehen oder Reiten zu zeigen“. Schröderheim wurde von Seele schwanger. Elis Schröderheim weigerte sich, die Vaterschaft anzuerkennen, verlangte die Scheidung, dass das Kind für tot erklärt und ihr sofort nach der Geburt weggenommen werden sollte. Man einigte sich auf eine Scheidung, die vorsah, dass die Kinder als totgeboren galten und die Mutter sich mit einer Rente von 10.000 Talern (Daler kopparmynt) auf dem Land niederlassen sollte. Die Scheidung wurde nicht vollzogen, da Anna Charlotta Schröderheim kurz nach der Geburt des Kindes im Alter von 36 Jahren verstarb. Sie wurde als Schröderheims husfru begraben, und die offizielle Todesursache war ein Schlaganfall. Die Beerdigung fand ohne Trauerrede statt. 1981 wurde auf dem Friedhof der Hedwig-Eleonora-Kirche ein Grabstein für das Ehepaar Schröderheim errichtet.
Die Umstände des Todes von Anna Charlotta Schröderheim sorgten damals für einen Skandal. Es wurde vermutet, dass Elis Schröderheims plötzliche Intoleranz gegenüber dem Verhalten seiner Frau auf den Einfluss König Gustavs III. zurückzuführen war. Der König sah in dieser Entwicklung offenbar die Gelegenheit, sich an Anna Charlotta Schröderheim zu rächen, die ihn mehrfach durch unbedachte Äußerungen verärgert hatte.
Ihre Tochter Wilhelmina Charlotte Schröderheim wurde von ihrer Freundin, Beata Elisabeth Théel (1744–1805), erzogen. Sie wurde in den Kirchenbüchern weder als ehelich noch als unehelich eingetragen, was eigentlich nicht vorgesehen war.
Belman schrieb am 3. Januar 1791 ein Trauergedicht für Anna Charlotta Schröderheim auf eine bekannte Melodie. Am 11. Dezember 1796 wurde für beide Schröderheims eine Gedenkveranstaltung in der gesellschaftlichen Vereinigung des Stora Amaranterorden (nicht zu verwechseln mit dem erloschenen Amaranten-Orden, von dem der Name übernommen wurde) gehalten. Elsa Fougt hielt die Rede:

„Hof och stad beundrade snart hennes utvalda smak, hennes lekande snille. Vitterheten och de sköna konsterna smickrades af hennes bifall. Hennes hus blef samlingsstället för det bästa sällskap och en skola för den goda tonen, den sanna belefvenheten, den anständiga glädjen.Man skockades omkring henne, att uppsnappa hvart ord; man beundrade och prisade hennes qvickhet. Hvarje infall ansågs förträffligare än det föregående, och de funnos, som trodde sig sjelfva vara snillen, blott för det de hört henne och kunnat eftersäga hvad hon, äfven utan öfverläggning, framjollrat. Så framskredo några glada år, under hvilka hon, smickrad af allas bifall och trygg vid sitt goda hjertas eget vittnesbörd, sorgfri öfverlemnade sig till den stora verldens lysande nöjen.“

„Hof und Stadt bewunderten bald ihren raffinierten Geschmack, ihren spielerischen Einfallsreichtum. Die Literatur und die schönen Künste wurden durch ihre Anerkennung geschmeichelt. Ihr Haus wurde zum Versammlungsort der besten Gesellschaft und zu einer Schule für gute Manieren, wahre Höflichkeit und anständige Freude; die Leute drängten sich um sie, um jedes Wort mitzubekommen; sie bewunderten und lobten ihren Witz. Eine Idee galt als besser als die andere, und es gab Leute, die sich für klug hielten, nur weil sie ihr zugehört hatten und das, was sie gesagt hatte, nachahmen konnten, auch ohne zu fragen. So vergingen einige glückliche Jahre, in denen sie sich, geschmeichelt von der Zustimmung aller und im Vertrauen auf das Zeugnis ihres eigenen guten Herzens, sorglos den glorreichen Vergnügungen der großen Welt hingab. (sinngemäß)“